# Die Kaviarprinzessin
Die Kaviarprinzessin ist ein deutsches Stummfilmlustspiel aus dem Jahre 1929 von Carl Lamac mit Anny Ondra und André Roanne in den Hauptrollen.

## Handlung
Irgendwo in einer deutschen Kleinstadt. Dorthin hat es den Diplomaten und Attaché Baron von Haydt in einen kleinen Krämerladen verschlagen, wo die quirlige, hübsche Annemarie, die Nichte der Besitzerin, ihren Dienst tut. Als der vornehme Kunde das Geschäft wieder verlässt, vergisst er dort eine Bahnfahrkarte nach Paris. Annemarie steckt sie ein und denkt sich, das müsse ein Wink des Schicksals sein, wollte sie doch schon immer die langweilige Kleinstadt verlassen und die große, weite Welt kennenlernen. Kurzerhand reist sie ihm in die französische Hauptstadt nach, wo von Haydt offensichtlich nicht allzu begeistert ist, das Mädchen wieder zu sehen. Er glaubt, dass eine Bekanntschaft mit ihr in Gestalt eines einfachen Ladenmädchens vom Lande seine diplomatische Karriere zerstören könnte und gibt sie deshalb kurzerhand als seine kleine Schwester aus. Ihr ungestümes und bisweilen trampeliges Verhalten lässt den Baron zeitweise verzweifeln.
Um sich standesgemäß auszustatten, darf sich Annemarie in der Stadt der Mode schicke Kleider anschaffen und macht infolgedessen sogleich in der besseren Gesellschaft „Bella Figura“. Als ein Society-Journalist näheres über ihre Familienverhältnisse erfahren will, verplappert sich Annemarie, nennt ihre wahren Eltern und sagt, dass ihr Vater ein Klempnermeister sei. Prompt erscheint der Artikel in „Le Matin“ und sorgt in entsprechenden Kreisen für einen Eklat. Damit ist der Baron mit seiner Lügengeschichte von der „kleinen Schwester“ aufgeflogen und sorgt daraufhin augenblicklich dafür, dass Annemarie mit dem nächsten Zug wieder in ihren provinziellen Heimatort zurückkehrt. Ein amerikanischer Finanzmagnat zeigt sich jedoch von der herzerwärmenden Zeitungsgeschichte derart angetan, dass er Haydt dabei hilft, Karriere zu machen. Der Diplomat erkennt seinen Fehler, sucht Annemarie daheim in ihrem Krämerladen wieder auf und bittet sie, seine Frau zu werden.

## Produktionsnotizen
Im Oktober und November 1929 in den Berliner Jofa-Ateliers und in Paris gedreht, passierte Die Kaviarprinzessin am 21. Dezember 1929 die Filmzensur und wurde am 17. Januar 1930 in Berlins Atrium-Kino uraufgeführt. Der mit Jugendverbot belegte Siebenakter besaß eine Länge von 2605 Metern.
Viktor Skutezky übernahm die Produktionsleitung, Heinrich C. Richter gestaltete die Filmbauten.

## Kritiken
Berlins Vossische Zeitung äußerte sich recht wohlwollend: Annemaries „Stationen dieser köstlichen Fahrt ins Glück … sind urkomisch. Anny fährt nach Paris mit Bauernschirm und Reisetasche, auf die sie die Konservenbüchsenschilder klebt, um „weitgereist“ auszusehen. Als Küchenmädchen tanzt sie unbeabsichtigt einen Aaltanz, als Stubenmädchen trägt sie die Kleider eines Hotelgastes statt zum Aufbügeln auf dem eigenen Körper. (…) Das alles spielt Anny Ondra so kindlich, so drollig, daß man seine helle Freude hat.“
Die Wiener Allgemeine Zeitung schrieb: „Die Ondra ist charmant und temperamentvoll wie immer und Andre Roanne ihr sympathischer Partner. Man unterhält sich bei diesem Film ausgezeichnet.“
Die Salzburger Chronik befand: „Anny Ondra … spielt ihre Bombenrolle mit unübertrefflicher Komik. (…) Die Handlung selbst wirkt ebenso spannend wie unterhaltend, lustiger Aufbau und gelungene Aufnahmen heben das Interesse des flotten Films.“